# Saint-Drézéry
Saint-Drézéry è un comune francese di 2 183 abitanti situato nel dipartimento dell'Hérault nella regione dell'Occitania.

## Società

### Evoluzione demografica
Abitanti censiti

## Amministrazione

### Gemellaggi
- Bagnara di Romagna